# 米国科学アカデミー紀要
『米国科学アカデミー紀要』（べいこくかがくアカデミーきよう、英語：Proceedings of the National Academy of Sciences of the United States of America、略称：PNAS または Proc. Natl. Acad. Sci. USA）は、1915年に創刊された米国科学アカデミー発行の機関誌である。略称の「ピー・エヌ・エイ・エス」と呼ぶのが一般的である。日本では「プロナス」、「ピーナス」と通称されるがこの名は国際的には通じない。
対象範囲は自然科学全領域のほか、社会科学、人文科学も含む。特に生物科学・医学の分野でインパクトの大きい論文が数多く発表されている。総合科学学術雑誌として、ネイチャー、サイエンスと並び重要である。独立採算制で、政府やアカデミーからも資金を受けていないので掲載料によって費用を賄っている。
印刷版は週刊、オンライン版（Early Edition）は日刊である。なお発行後6か月経つと（目次や要旨、また著者がオープンアクセスを選択した論文などは最初から）オンラインで無料閲覧できる。
1998年1月から2009年4月までの引用論文数は1,376,541で、科学専門誌として2位（1位は生化学誌The Journal of Biological Chemistry）。トムソン・ロイター社によるJournal Citation Reportsによると、2016年のインパクトファクターは9.661で総合学術雑誌として64誌中4位である。